# Santiago Olmedo y Estrada
Santiago Olmedo y Estrada (1851-) fue un periodista y escritor español.

## Biografía
Nació en Granada en 31 de julio de 1851 y estudió en Madrid la carrera de Medicina, que no ejerció. Fue redactor en Madrid de El País (1882), El Conservador (1883), la Gaceta de Madrid y El Cronista (1884), siendo también uno de los más antiguos redactores de la Agencia Fabrat. En las décadas de 1880 y 1890 dirigió El Diario de Bilbao, colaborando también en los periódicos La Niñez, El Mundo de los Niños, La Semana Cómica, La Ilustración Católica y Asta Regia de Jerez de la Frontera, entre otros. Perteneció a la Asociación de la Prensa de Madrid desde 1895.